# Zamkowa Góra (Pieniny)
Zamkowa Góra – góra na końcu północno-wschodniego grzbietu Masywu Trzech Koron w Pieninach Właściwych.
W dawnej literaturze nazywana była „Górą bł. Kingi”. Z trzech stron ma strome, trudno dostępne zbocza, jedynie w kierunku południowym łączy się wąską granią przez Zamkową Przełęcz z Ostrym Wierchem. Szczęsny Morawski w XIX w. pisał o niej: Pośrodku gór Pienin o paręset sągów od Dunajca, na lewym jego wybrzeżu, wznosi się góra w postaci klina: z jednej strony ukośno, lecz bardzo stromo spadzista, z drugiej prostopadła. Północno-wschodnie jej zbocza opadają stromo dwoma żebrami do Pienińskiego Potoku oddzielającego ją od Pieninek. W żebrach znajdują się wybitne formacje skalne: Mała Pustelnica i Wielka Pustelnica, a w tej ostatniej Jaskinia Pienińska. Pomiędzy żebrami jest żleb Jaworowa Dolina, którym dawniej zakosami prowadziła perć z Doliny Pienińskiego Potoku na Zamkową Górę. Nad Jaskinią Pienińską, na grani o wysokości ok. 100 m raj dla botaników – tzw. Ogródki Kingi. Są to bujne płaty naskalnej roślinności, wśród której występuje wiele roślin wapieniolubnych: smagliczka skalna, chryzantema Zawadzkiego, aster alpejski, goździk okazały. Z rzadkich warto wymienić kokorycz żółtawą oraz kruszczyka Muellera (jego stanowisko znaleziono przy szlaku z Zamkowej Góry na polanę Wyrobek). Na stromych ścianach Zamkowej Góry jest także jedno z największych w Pieninach skupisk cisa pospolitego.
Zachodnimi zboczami od głębokiego jaru Hulińskiego Potoku prowadzi ścieżka turystyczna, w końcowym odcinku są to długie schodki (75 stopni drewnianych i 37 kamiennych) z poręczami. Schodki wyprowadzają na ruiny Zamku Pienińskiego pod północnym szczytem Zamkowej Góry. Oprócz ruin zamku znajduje się tu Grota świętej Kingi z jej posążkiem, postawionym tu dla upamiętnienia jej pobytu w Pieninach – wraz z innymi zakonnicami klasztoru klarysek w Starym Sączu ratowała się przed Tatarami ucieczką do zamku.
Od południowej strony Zamkowa Góra podcięta jest stromą ścianą 50-metrowej wysokości. W 1925 r. zabezpieczono ją metalową barierą, a w 1926 r. umieszczono obok dzwon z napisem „Uproś pokój pożądany, zgodę, miłość między stany, Marjo”. Dzwonem tym dzwonił pustelnik na Anioł Pański. Z ruin zamku prowadziła dawniej na wierzchołek ścieżka, wykonana przed I wojną światową przez pustelnika, który tutaj założył sobie pustelnię, zwaną Pustelnią pienińską. Kazimierz Sosnowski w roku 1930 pisał: Są tu ławeczki do odpoczynku, a wokoło roztacza się krajobraz pieniński niewysłowionego uroku. Miejsce to jest tak piękne, że trudno od niego się oderwać; z dołu dolata szum Dunajca, którego modre tonie w trzech odsłaniają się punktach. Obecnie szczyt Zamkowej Góry jest niedostępny turystycznie, a widoki są mocno ograniczone, gdyż porasta go las, jedynie z ruin zamku widać szczyty Pieninek. Jest to dorodny las z przewagą buka. Wyrósł on na pogorzelisku lasu sosnowego, który spalił się w 1915 r. w trwającym dwa tygodnie pożarze.
Zamkowa Góra znajduje się w Pienińskim Parku Narodowym w granicach Krościenka nad Dunajcem, w województwie małopolskim, w powiecie nowotarskim.

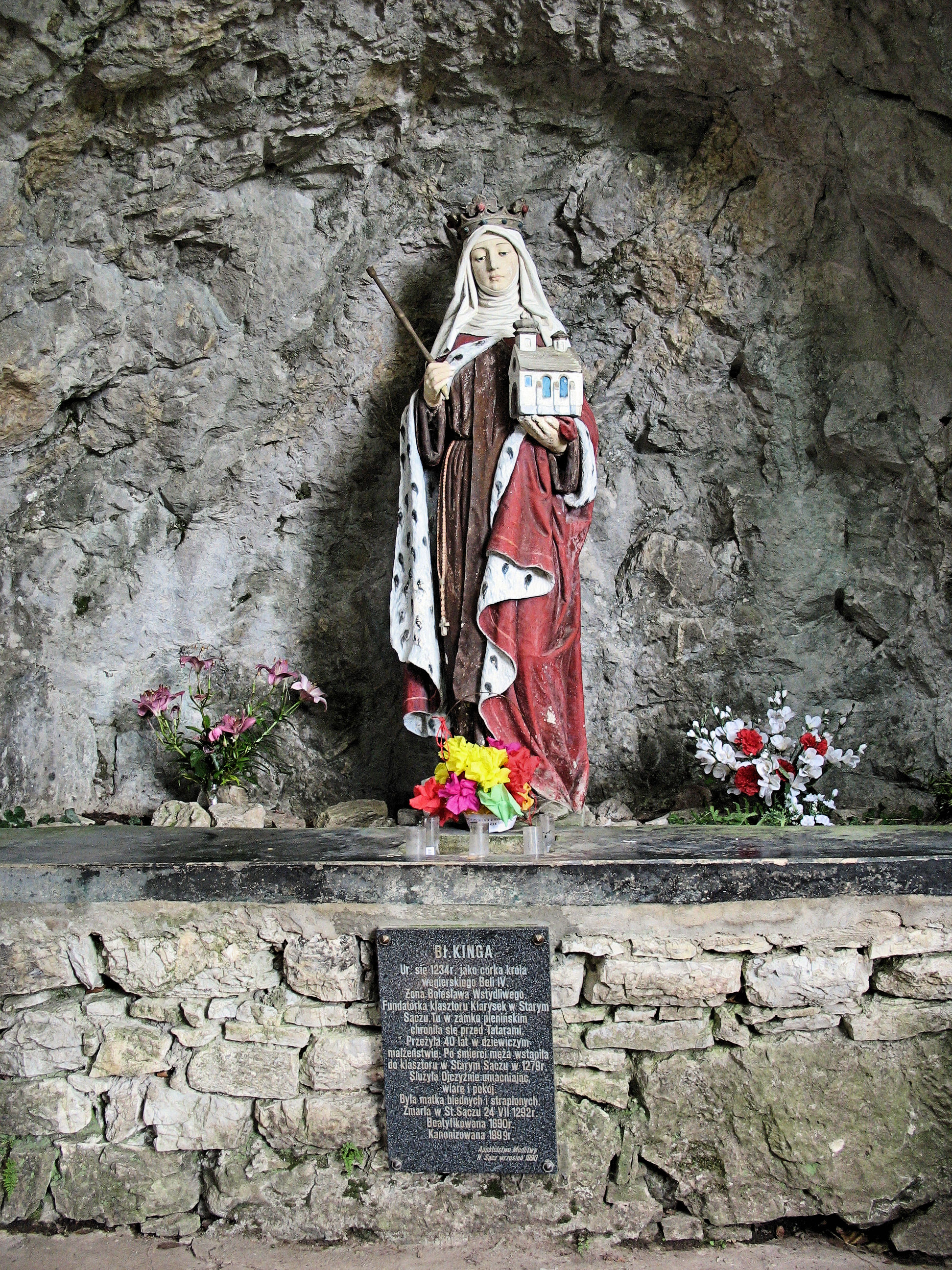
Grota św. Kingi
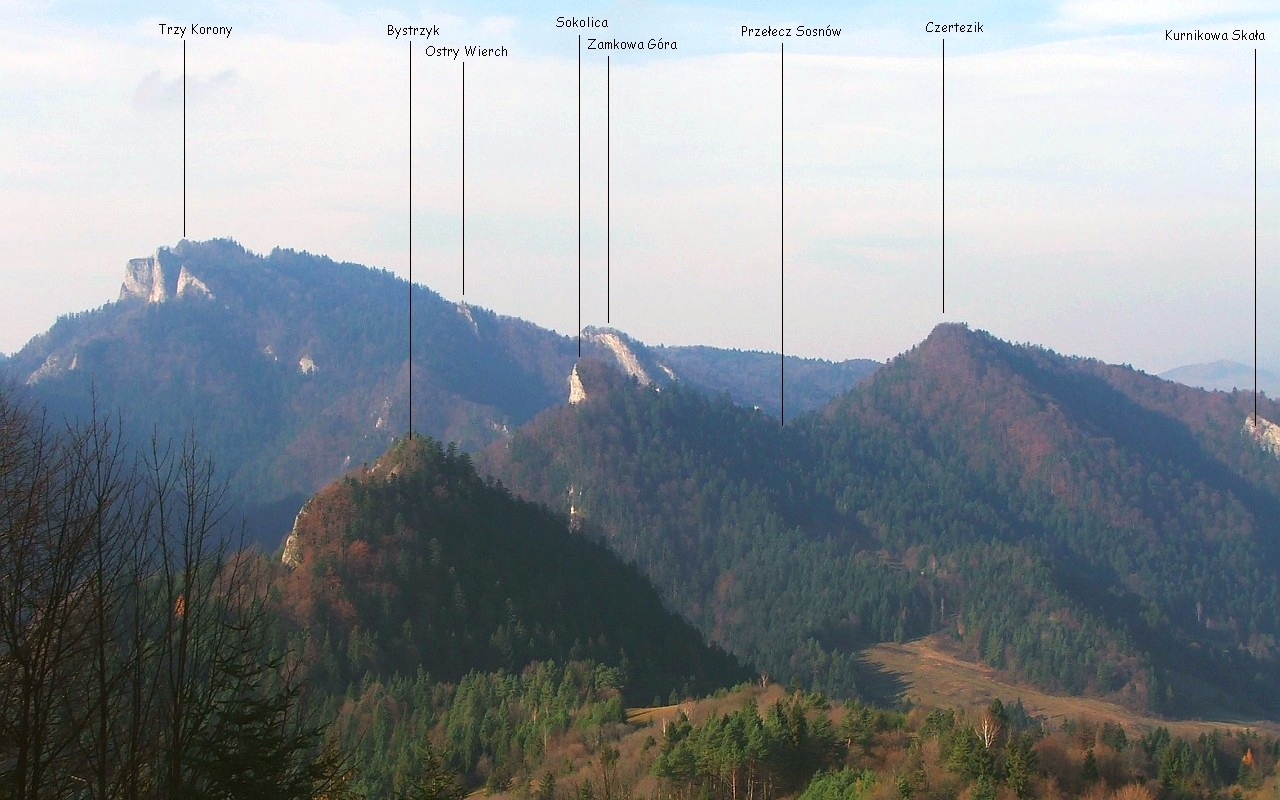
Widok z Palenicy
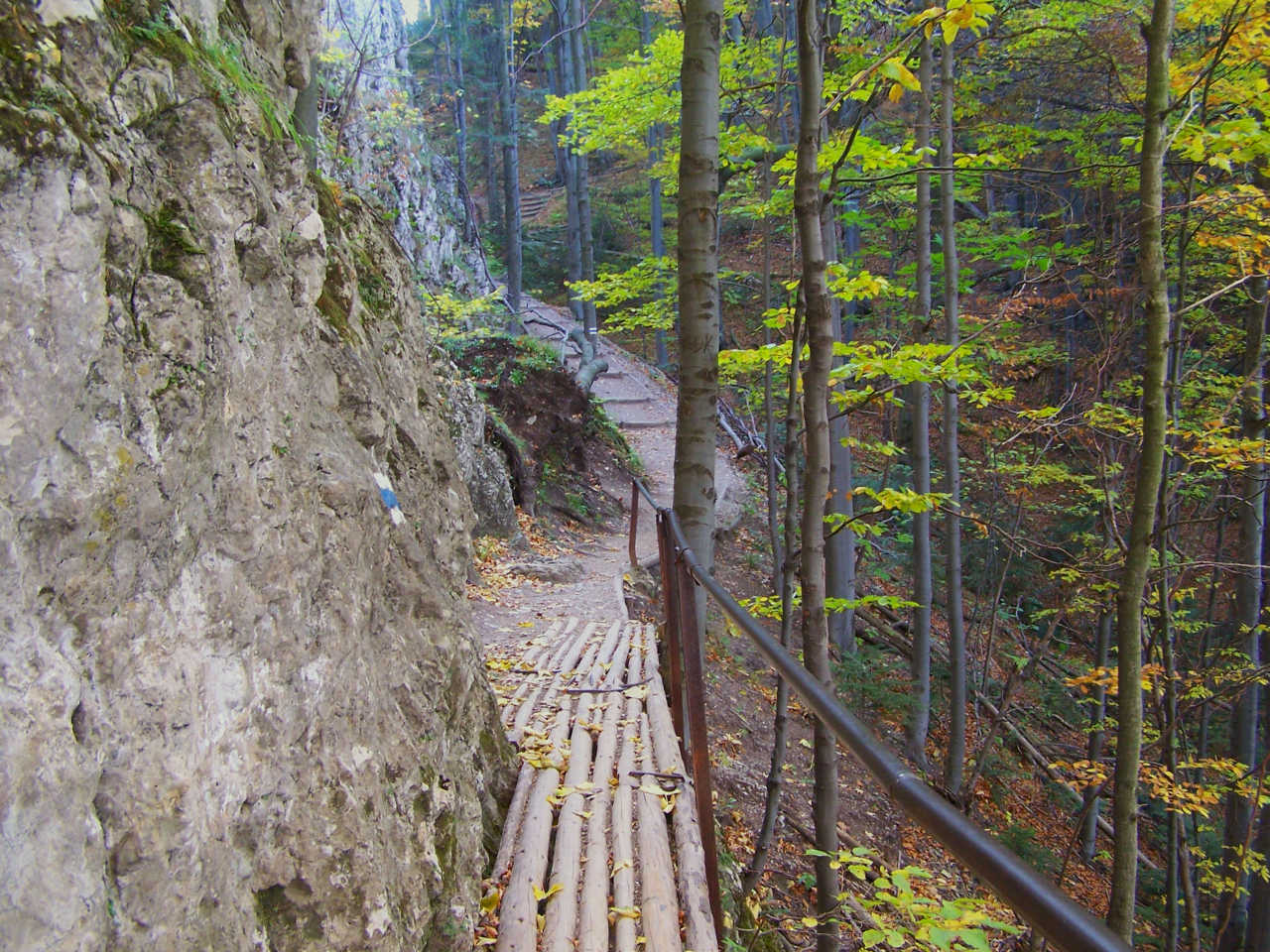
Turystyczna ścieżka na zachodniej ścianie Zamkowej Góry

## Szlak turystyki pieszej
– ze Szczawnicy przez przeprawę promową Nowy Przewóz, Sokolicę, Czertezik, Czerteż, Bajków Groń, Zamkową Górę, Ostry Wierch i Siodło na Trzy Korony. Przejście zajmuje ok. 4 h Powrót możliwy krótszą trasą przez Przełęcz Szopka.